# Палестинское право на возвращение
Палестинское право на возвращение (араб. حق العودة «Хакк аль-авда»; иврит: זכות השיבה «зхут ха-шива») — политическая позиция или принцип, заключающийся в том, что палестинские беженцы, как первые поколения беженцев (ок. 30 000 до 50 000 человек все еще живы по состоянию на 2012 год), так и их потомки (ок. 5 миллионов человек по состоянию на 2012 год), имеют право на возвращение и право на их собственность и собственность отставленную их предками, которые были вынуждены уехать с территорий, которыми в данный момент являются Израиль и Палестинские территории (как входивших ранее в состав Британского мандата в Палестине), в рамках исхода палестинцев в 1948 г. в результате Арабо-израильской войны 1947—1949 годов и Шестидневной войны 1967 года.
Впервые сформулирован 27 июня 1948 года посредником Организации Объединенных Наций Фольке Бернадотом. Сторонники права на возвращение считают, что это священное право, также как и права человека, применимость которого как в целом, так и конкретно к палестинцам защищена международным правом. Эта точка зрения гласит, что те, кто решил не возвращаться или для кого возвращение нецелесообразно, должны получить компенсацию взамен. Сторонники утверждают, что позиция Израиля противоречит собственному Закону о возвращении, который предоставляет всем евреям право на постоянное проживание, в то же время лишая палестинцев какого-либо аналогичного права.
Противники права на возвращение утверждают, что оно не имеет под собой никаких оснований в международном праве и что это нереалистичное требование. Правительство Израиля рассматривает прием палестинских беженцев в их бывшие дома в Израиле не как право, а скорее как политический вопрос, который должен быть решен в рамках окончательного мирного урегулирования.

## Предпосылки

### Общие сведения
Число палестинских беженцев во время войны 1948 года оценивается примерно в 700 000—800 000 человек, а еще от 280 000 до 350 000 человек были беженцами во время войны 1967 года. Примерно 120 000—170 000 человек из числа беженцев 1967 года, как полагают, также были беженцами с войны 1948 года, бежавшими во второй раз. Сейчас, по оценкам число палестинских беженцев превышает четыре миллиона человек. Право на возвращение имеет огромное значение для палестинцев.
Первый официальный шаг в признании Права на возвращение был сделан в резолюции 194 Генеральной Ассамблеи ООН, принятой 11 декабря 1948 года, которая предусматривала:

(Статья 11):
Постановляет, что беженцам, желающим вернуться в свои дома и жить в мире со своими соседями, должно быть разрешено сделать это как можно скорее и что компенсация должна выплачиваться за имущество тех, кто решил не возвращаться, а также за утрату или повреждение имущества, которое в соответствии с принципами международного права или справедливости должно быть возмещено ответственными правительствами или органами власти.
Резолюция 3236 Генеральной Ассамблеи ООН, принятая 22 ноября 1974 года, провозгласила право на возвращение «неотъемлемым правом».
Право на возвращение было определено как «важнейшее из прав палестинцев» на 12-м заседании Палестинского национального совета в 1974 году, когда оно стало первым компонентом триединства неотъемлемых прав Организации Освобождения Палестины, другими из которых являются право на самоопределение и право на независимое государство.
Израиль с самого зарождения проблемы беженцев последовательно отвергал тот факт, что палестинцы будут иметь какое-либо неотъемлемое «право» на возвращение. В июне 1948 года израильское правительство заявило о своей позиции, которая была подтверждена в письме Организации Объединенных Наций от 2 августа 1949 года, что, по его мнению, решение проблемы палестинских беженцев должно быть найдено не путем возвращения беженцев в Израиль, а путем переселения палестинского арабского беженского населения в другие государства.

### Исход палестинцев в 1948 году
Проблема палестинских беженцев возникла во время Палестинской войны 1948 года, когда от 700 000 до 800 000 арабов покинули, бежали или были изгнаны из своих домов в районе, который должен был стать Израилем. Они поселились в лагерях беженцев в Трансиордании, Ливане, Сирии, Египте, а также на Западном берегу и в секторе Газа, которые были оккупированы Трансиорданией и Египтом во время войны.
С декабря 1947 года по март 1948 года около 100 000 палестинцев покинули страну. Среди них было много представителей высшего и среднего класса из городов, которые уехали добровольно, рассчитывая вернуться, когда ситуация успокоится. С апреля по июль от 250 000 до 300 000 человек бежали перед наступлением Хаганы, главным образом из городов Хайфа, Тверия, Бейт-Шеан, Цфат, Яффа и Акра, которые потеряли более 90 % своего арабского населения. Были случаи изгнания арабов[уточнить], особенно вдоль дороги Тель-Авив-Иерусалим и в Восточной Галилее. После июньского перемирия около 100 000 палестинцев стали беженцами. Около 50 000 жителей Лидды и Рамлы были изгнаны в сторону Рамаллы израильскими войсками во время операции «Дани», и во время очистительных операций, проведенных ЦАХАЛом в его тыловых районах. Во время операции "Декель" арабы Назарета и Южной Галилеи могли оставаться в своих домах. Они-то и сформировали ядро израильских арабов. С октября по ноябрь 1948 года ЦАХАЛ начал операцию «Йоав», чтобы преследовать египетские войска из Негева, и операцию «Хирам», чтобы преследовать Арабскую Освободительную Армию с Северной Галилеи. Это привело к исходу от 200 000 до 220 000 палестинцев. Здесь арабы бежали, опасаясь зверств, или были изгнаны, если они не бежали. Во время операции «Хирам» солдаты ЦАХАЛа совершили по меньшей мере девять убийств арабов. После войны, с 1948 по 1950 год, Израиль очистил свои границы[уточнить], что привело к изгнанию примерно 30 000-40 000 арабов. ООН оценила число беженцев за пределами Израиля в 711 000 человек.
Ни одна арабская страна, кроме Иордании, до настоящего времени не ассимилировала значительное число палестинских беженцев и не предоставила им полного гражданства, и многие из них полагаются на экономическую помощь ООН или лиц из других стран. Позиция большинства арабских правительств заключается в том, чтобы не предоставлять гражданство палестинским беженцам, родившимся в пределах их границ; эта политика частично обусловлена желанием этих арабских государств разрешить палестинцам вернуться в свои дома в пределах Израиля, частично — желанием этих государств освободить себя от беженцев.[ требуется лучший источник]

### Причины и ответственность
Причины и ответственность исхода являются предметом споров между историками и комментаторами конфликта. Хотя историки сейчас сходятся во мнениях относительно большинства событий того периода, все еще существуют разногласия относительно того, был ли исход вызван планом, разработанным до или во время войны сионистскими лидерами, или же он был непреднамеренным результатом войны.

### Имущество отсутствующих лиц
Во время исхода палестинцев израильские лидеры приняли решение не возвращать беженцев. Во время своего визита в Хайфу 1 мая 1948 года Голда Меир заявила: «евреи должны относиться к оставшимся арабам с гражданским и человеческим равенством, но это не наша работа, беспокоиться о возвращении [тех, кто бежал]». Группа, состоящая из местных властей, кибуцных движений, поселенческих отделов национальных учреждений, командиров Хаганы и влиятельных деятелей, таких как Йосеф Вейц и Эзра Данин, начала лоббировать против репатриации. Для предотвращения возвращения беженцев были созданы Комитет по передаче и политика свершившихся фактов. В июле это стало официальной политикой: «собственностью отсутствующих» управляло израильское правительство, и многочисленные палестинские деревни были сровнены с землей.
Некоторые комментаторы проводят параллель между государственными и частными реституциями, произведенными Германией Израилю в связи с конфискациями Холокоста, и компенсациями, причитающимися палестинцам, выселенным в период образования Израиля. Другие сравнивали требования палестинцев о компенсации с требованиями этнических немцев, которые были изгнаны из Восточной Европы после Холокоста и Второй мировой войны.
В 1945 году из 26,4 миллиона дёнюмов земли в Подмандатной Палестине 12,8 миллиона принадлежали арабам , 1,5 миллиона-евреям, 1,5 миллиона были государственными землями и 10,6 миллиона составляли пустынный район Беэр-Шева (Негев). К 1949 году Израиль контролировал 20,5 миллиона дунамов (ок. 20 500 км2) или 78 % земель в том, что было Подмандатной Палестиной: 8 % (ок. 1650 км2) находились под частным контролем евреев, 6 % (ок. 1300 км2) арабами, причем остальные 86 % составляли общественные земли.

### Исход палестинцев 1967 года
Во время Шестидневной войны произошел еще один исход палестинцев. По оценкам, от 280 000 до 350 палестинцев бежали или были изгнаны с Западного берега, Сектора Газа и Голанских высот в результате Шестидневной войны; примерно 120 000—170 000 из них, как полагают, также были беженцами с первой войны, бежавшими во второй раз.

### Отношение к исходу евреев из арабских стран
Основная статья: Исход евреев из мусульманских стран
Часто проводится сравнение между положением палестинских беженцев и исходом евреев из арабских стран, которые сейчас находятся в Израиле (или в других местах).
Подсчитано, что от 800 000 до 1 000 000 евреев были либо вынуждены покинуть свои дома, либо покинули арабские страны с 1948 по начало 1970-х годов; 260 000 евреев достигли Израиля между 1948 и 1951 годами, а 600 000-к 1972 году.
В 2000 году Бобби Браун, советник премьер-министра Биньямина Нетаньяху по делам диаспоры и делегаты Всемирного еврейского конгресса и Конференции президентов ведущих американских еврейских организаций начали интенсивную кампанию по обеспечению официального политического и юридического признания евреев из арабских стран беженцами. Сторонники этой кампании надеялись, что их усилия помешают признанию «права на возвращение» палестинцев и сократят сумму компенсации, которую Израиль будет выплачивать за присвоенную Палестинскую собственность. Тогдашний президент США Билл Клинтон дал интервью в июле 2000 года израильскому Первому каналу и раскрыл соглашение о признании евреев из арабских стран беженцами, в то время как Эхуд Барак приветствовал это как достижение в интервью Дэну Маргалиту.
В 2002 году была создана организация «Справедливость для евреев из арабских стран» (JJAC) и ее учредительный съезд (выборы совета директоров, доработка подзаконных актов для организации и др.) встретились в Лондоне в июне 2008 года. Начиная с ноября 2008 года они планируют предпринять крупные инициативы и в 2009 году провести национальную конференцию в Израиле. Их достижение на сегодняшний день описывается как «возвращение вопроса о евреях из арабских стран в повестку дня Ближнего Востока.»

### Возвращение в родной город
В ноябре 2012 года президент Палестинской Автономии Махмуд Аббас повторил свою позицию о том, что требование о возвращении относится не к его родному городу, а к Палестинскому государству, которое будет создано на границе 1967 года. ХАМАС осудил эту корректировку. Позже Аббас уточнил (для арабских СМИ), что это было его личное мнение, а не политика отказа от права на возвращение. Израильские политики осудили это уточнение.

## Резолюция 194 Генеральной Ассамблеи ООН
Вопрос о праве палестинских беженцев на возвращение был очень щепетильным вопросом для палестинцев (и арабских стран региона) с момента возникновения проблемы беженцев в результате Арабо-израильской войны 1947-49 годов. Резолюция 194 Генеральной Ассамблеи ООН, принятая 11 декабря 1948 года, впервые признала право на возвращение.
Резолюция 194 также касается ситуации в регионе Палестины в то время, устанавливая и определяя роль Примирительной Комиссии Объединенных Наций как организации, содействующей установлению мира в регионе.

### Статья 11 — Палестинские Беженцы
Для целей настоящей статьи основной статьей Резолюции 1948 года является статья 11, касающаяся возвращения беженцев.

Статья 11 резолюции гласит:
[Генеральная Ассамблея] постановляет, что беженцам, желающим вернуться в свои дома и жить в мире со своими соседями, должно быть разрешено сделать это как можно скорее и что должна быть выплачена компенсация за имущество тех, кто решил не возвращаться, а также за утрату или повреждение имущества, которые в соответствии с принципами международного права или справедливости должны быть возмещены ответственными правительствами или органами власти.

### Толкования
Точный смысл и сроки приведения постановления в исполнение оспаривались с самого начала.
С конца 1960-х годов Статья 11 все чаще цитируется теми, кто толкует ее как основу для «права на возвращение» палестинских беженцев.
Израиль всегда оспаривал это толкование, указывая, что в тексте просто говорится, что беженцам «должно быть разрешено» вернуться в свои дома в «самый ранний практически возможный срок», и эта рекомендация применима только к тем, кто «желает этого… живите в мире со своими соседями». В частности, Давид Бен-Гурион, первый премьер-министр Израиля в беседе с членами Примирительной комиссии он настаивал на том, что до тех пор, пока Израиль не может рассчитывать на приверженность каких-либо арабских беженцев сохранению «мира со своими соседями» — следствие, как он утверждал, нежелания арабских государств сохранять мир с Государством Израиль, — переселение не является обязательством для его страны.

## Сфера охвата вопроса

### Точки зрения сторонников
Сторонники права на возвращение утверждают его частично на основании следующих источников:
- «Каждый имеет право покинуть любую страну, включая свою собственную, и вернуться в свою страну.» Статья 13(2) Всеобщей Декларации Прав Человека (10 декабря 1948 года).
- Женевские конвенции 1949 года.
- Резолюция 3236 Генеральной Ассамблеи Организации Объединенных Наций, в которой «подтверждается также неотъемлемое право палестинцев на возвращение в свои дома и имущество, из которых они были перемещены и изгнаны, и содержится призыв к их возвращению».
- Резолюция 242 Совета Безопасности ООН подтверждает необходимость «достижения справедливого урегулирования проблемы беженцев».

Согласно Акраму, хотя статус палестинских граждан после создания Государства Израиль был предметом многочисленных дискуссий, установленные принципы правопреемства государств и нормы в области прав человека подтверждают, что разгосударствление палестинцев было незаконным и что они сохраняют право вернуться в свои родные места.
15 марта 2000 года группа из 100 видных палестинцев со всего мира выразила свое мнение о том, что право на возвращение является индивидуальным, а не коллективным и что поэтому оно не может быть уменьшено или утрачено каким-либо представительством от имени палестинцев в любом соглашении или договоре. Они утверждали, что право собственности «не может быть уничтожено новым суверенитетом или оккупацией и не имеет срока давности», и утверждали, что «именно в соответствии с этим принципом европейские евреи успешно претендовали на возвращение своей утраченной собственности во время Второй мировой войны». Их заявление частично основывалось на утверждении, что в некоторых случаях палестинцы были изгнаны из своих домов в Израиле. В декларации было указано, что число городов и деревень, в которых это произошло, составляет 531.
Некоторые либертарианцы отстаивали палестинское право на возвращение в основном с точки зрения прав частной собственности. В книге «права собственности и» право на возвращение "профессор Ричард Эбелинг пишет: " Если будет достигнуто соглашение между израильтянами и палестинцами, правосудие будет предполагать, что вся законная собственность должна быть возвращена их законным владельцам и что проживание этих владельцев на их собственности должно быть вновь разрешено. Адвокат Стивен Холбрук в книге " отчуждение Родины: как Палестина стала Израилем "говорится: « палестинские арабы имеют право вернуться в свои дома и поместья, захваченные израильтянами, получить справедливую компенсацию за гибель людей и имущество и осуществить национальное самоопределение. вина за войну на Ближнем Востоке» Мюррей Ротбард подробно описывает «агрессию Израиля против ближневосточных арабов», политику конфискации и его «отказ позволить этим беженцам вернуться и вернуть отнятую у них собственность».
Палестинские и международные авторы обосновывают право палестинских беженцев на возвращение несколькими основаниями:
- Некоторые авторы, включенные в более широкий круг новых историков, утверждают, что палестинские беженцы были изгнаны или изгнаны действиями еврейских воинствующих группировок «Хагана», «Легия» и «Иргун».

В докладе военной разведки Шаи Хаганы, озаглавленном «эмиграция палестинских арабов в период 1/12/1947-1/6/1948», датированном 30 июня 1948 года, утверждается, что до 1 июня 1948 года:
"По меньшей мере 55 % общего исхода было вызвано нашими операциями (Хагана/ИДФ)."К этой цифре составители отчета добавляют операции Иргун и Лехи, которые" непосредственно (вызвали) около 15 %… об эмиграции". Еще 2 % были приписаны явным приказам о высылке, отданным израильскими войсками, и 1 % — их психологической войне. Это приводит к цифре 73 % для вылетов, вызванных непосредственно израильтянами. Кроме того, в докладе 22 % случаев ухода объясняются «страхами» и «кризисом доверия», затрагивающим палестинское население. Что касается арабских призывов к бегству, то они были признаны значительными лишь в 5 % случаев…[ проверка котировки]

### Точки зрения возражающих сторон
Противники палестинского права на возвращение утверждают, что такое право уничтожит Израиль как еврейское государство, поскольку евреи останутся меньшинством в Израиле. В рамках двухгосударственного решения это оставило бы Израиль как двунациональное государство с еврейским меньшинством и дополнительным палестинским государством. Израильтяне считают, что это требование по своей сути противоречит принципу «два государства для двух народов», и это заставило многих израильтян поверить, что израильско-палестинский мир невозможен.
Противники права на возвращение отвергают его частично на основании следующих источников:
- В международном праве нет официального механизма, который требовал бы репатриации беженцев и их потомков в целом или палестинцев в частности. Этого не требует ни международное законодательство, ни обязательные резолюции ООН, ни соглашения между Израилем и палестинцами.в том числе:
- В резолюции 242 Совета Безопасности Организации Объединенных Наций не упоминается право на возвращение или какая-либо другая договоренность в качестве обязательного решения и содержится лишь призыв к «справедливому урегулированию» вопроса о беженцах. По словам Рут Лапидот, это также относится к проблеме еврейских беженцев из арабских и мусульманских стран.
- Что Конвенция о статусе беженцев не содержит упоминания о потомках и что Конвенция перестает применяться к лицу, которое, в частности, приобрело новое гражданство.

Официальные заявления Израиля и многочисленные сообщения его сторонников уже давно утверждают, что кризис беженцев 1948 года был спровоцирован вторгшимися арабскими армиями, которые приказали палестинским гражданским лицам покинуть зону боевых действий, чтобы позволить арабским армиям свободно действовать. Израиль официально отрицает какую-либо ответственность за исход палестинцев, заявляя, что их бегство было вызвано арабским вторжением.
Противники права на возвращение, такие как Эфраим Карш, говорят, что Израиль поэтому не обязан выплачивать компенсацию палестинцам или разрешать им вернуться. Карш пишет, что палестинцы не были жертвами «великого замысла сионистов лишить их собственности», а скорее были «агрессорами в войне 1948-49 годов» и как таковые несут ответственность за проблему беженцев. Карш не отрицает, что некоторые палестинцы были насильственно изгнаны, но возлагает вину за основную часть исхода на палестинскую и Арабскую элиту и лидеров, которые бежали до апреля 1948 года и вызвали «эффект панического бегства». Карш пишет, что арабские лидеры и / или арабские вооруженные силы изгнали огромное количество палестинцев из их домов. Карш утверждает, что большинство палестинцев сами выбрали свой статус беженцев, и поэтому Израиль освобождается от ответственности.утверждает, что новообразованное израильское государство рассматривало, и справедливо, по его мнению, палестинских беженцев как врагов, «которые только что напали на еврейскую общину», и если бы им позволили вернуться, они могли бы образовать пятую колонну . Он рассматривает проблему беженцев как следствие войны, которую они спровоцировали.
Некоторые критики палестинского права на возвращение также утверждают, что оно не подкреплено международным прецедентом, обращая внимание на то, что 758 000—866 000 евреев были изгнаны, бежали или эмигрировали из арабского Ближнего Востока и Северной Африки в период с 1945 по 1956 год, потеряв имущество на сумму 1 млрд долл. эти критики утверждают, что, поскольку эти беженцы не получили ни компенсации, ни разрешения на возвращение—без возражений со стороны арабских лидеров или международных юридических властей —международное сообщество приняло эту миграцию евреев как свершившийся факт и тем самым создать правовой прецедент в регионе против права на возвращение. Бывший министр иностранных дел Израиля Моше Шаретт утверждал, что миграция беженцев между Израилем и арабским миром по существу представляет собой обмен населением . Он утверждал, что прецедент, такой как обмен 2,5 миллиона человек между Польшей и Советским Союзом, а также 13 миллионов индусов и мусульман, которые пересекли Индо-пакистанскую границу, показал, что международное право не требует и не ожидает обращения вспять демографических обменов. Он также утверждал, что прецедент не требует обращения вспять даже односторонних миграций беженцев, таких как изгнание 900 000 немцев из Чехословакии после Второй мировой войны . По мнению Шарета, Израиль был выделен в качестве исключения из международного права.
Рут Лапидот утверждала, что резолюция 194 Генеральной Ассамблеи ООН не определяет «право», а скорее говорит, что беженцам «следует» разрешить вернуться. Она также отметила, что резолюции Генеральной Ассамблеи не имеют обязательной юридической силы для государств-членов и что эта конкретная резолюция основывает свои рекомендации на двух условиях: что беженцы желают вернуться и что они готовы «жить в мире со своими соседями». Она утверждает, что последнее условие не выполняется, ссылаясь на действия палестинских группировок боевиков. Она приходит к выводу, что палестинские беженцы имеют право добиваться согласованной компенсации, но не «права на возвращение».
По данным Лапидофова, Стиг Jägerskiöld в 1966 году заявил, что право на возвращение было задумано как индивидуальное, а не коллективное право, и что «нет никакого намерения здесь для удовлетворения требований масс людей, которые были перемещены как побочный продукт войны или политические передачи территории или населения, таких как переселение этнических немцев из Восточной Европы во время и после Второй мировой войны, бегства палестинцев, от того, что стал Израиль, или движение евреев из арабских стран».
Эндрю Кент, профессор Фордхэмский университет, юридический факультет, утверждает, что Израиль не обязан признавать права палестинцев на возвращение, как и международного права в то время в 1948 году палестинский исход произошел не оказывали действия Израиля незаконными, с документов, цитированных сторонники права на возвращение, например, четвертой Женевской конвенции и Международного пакта о гражданских и политических правах вступает в силу после того, как произошел исход палестинцев. Кент утверждает, что эти документы не применяются, поскольку международное право почти никогда не применяется задним числом. Кент признает, что международное право почти наверняка санкционировало бы право на возвращение, если бы сегодня произошло перемещение беженцев при аналогичных обстоятельствах.
Энтони Обершалл утверждал, что полное право беженцев и их потомков вернуться в свои первоначальные дома создаст хаос, поскольку первоначальные палестинские деревни больше не существуют, а на их месте находятся израильские дома и собственность, и писал, что "таунхаусы, деревни, фермы, оливковые рощи и пастбища 1948 года больше не существуют. Они стали израильскими городами, многоквартирными домами, торговыми центрами, промышленными парками, сельскохозяйственными предприятиями и автомагистралями. Далее он утверждает, что урегулирование между двумя враждующими народами в идеале должно иметь разделение между ними и их соответствующими государствами.

## Влияние на мирный процесс
Спор о существовании такого права увековечил израильско-палестинский конфликт, и неудача мирного процесса во многом объясняется неспособностью обеих сторон достичь справедливого для обеих сторон решения.
Большинство палестинцев считают, что их родина была утрачена во время создания Израиля в 1948 году, и считают право на возвращение крайне важным для мирного соглашения с Израилем, даже если подавляющее большинство выживших беженцев и их потомков не пользуются этим правом. Палестинцы считают подавляющее большинство беженцев жертвами израильских этнических чисток во время арабо-израильской войны 1948 года и ссылаются на массовые убийства, такие как Дейр-Ясин . Все палестинские политические и военные группировки, как исламистские, так и социалистические, решительно поддерживают право на возвращение. Палестинская Национальная Администрация рассматривает право на возвращение как необоротное право.
Почти все израильские евреи выступают против буквального права на возвращение палестинских беженцев на том основании, что разрешение такого притока палестинцев сделало бы евреев меньшинством в Израиле, тем самым превратив Израиль в арабо-мусульманское государство. Помимо правых и центристов, большинство израильских левых, включая крайне левых, выступает против права на возвращение на этих основаниях. Израильские левые, как правило, открыты для компромисса по этому вопросу и поддерживают его решение с помощью таких средств, как финансовая компенсация, инициативы по воссоединению семей и допуску весьма ограниченного числа беженцев в Израиль, но выступает против полного права на возвращение.большинство израильтян считают, что все или почти все беженцы должны быть переселены в Палестинское государство, их страны проживания или страны третьих сторон. Израильское политическое руководство последовательно выступало против права на возвращение, но в ходе мирных переговоров оно предлагало компенсацию, помощь в переселении и возвращении крайне ограниченного числа беженцев на основе воссоединения семей или гуманитарных соображений.
Первое предложение Израиля о каком-либо ограниченном праве на возвращение было сделано на Лозаннской конференции 1949 года, когда он предложил разрешить 100 000 беженцев вернуться, хотя и не обязательно в свои дома, включая 25 000 тех, кто вернулся тайно, и 10 000 случаев воссоединения семей. Это предложение было обусловлено мирным договором, который позволил бы Израилю сохранить захваченную им территорию, которая была передана предполагаемому Палестинскому государству, а арабским государствам-принять оставшиеся 550 000—650 000 беженцев. Арабы отвергли это предложение как по моральным, так и по политическим соображениям, и Израиль быстро отозвал свое ограниченное предложение. На саммите 2000 года в Кэмп-Дэвиде Спустя 52 года после обретения Израилем независимости Израиль предложил создать международный фонд для выплаты компенсации за имущество, утраченное палестинскими беженцами в 1948 году, в который Израиль внесет свой вклад. Израиль предложил разрешить 100 000 беженцев вернуться на основе гуманитарных соображений или воссоединения семей. Все остальные беженцы будут переселены в места их нынешнего проживания, в Палестинское государство или в третьи страны, причем Израиль внесет 30 миллиардов долларов на финансирование их переселения. За это время большинство первоначальных беженцев уже умерли без какой-либо компенсации. Израиль потребовал взамен, чтобы Арафат навсегда отказался от права на возвращение, и отказ Арафата был назван одной из главных причин провала саммита.
Право палестинцев на возвращение было одним из вопросов, решение которого было отложено до «соглашения об окончательном статусе» в соглашениях Осло 1993 года. Не только не было достигнуто соглашения об окончательном статусе, но и сам процесс Осло потерпел крах, и его провал стал главной причиной Второй интифады и продолжающегося насилия.
В 2003 году в ходе подготовки «дорожной карты мира» Министр иностранных дел Израиля Сильван Шалом заявил, что создание Палестинского государства обусловлено отказом от права на возвращение. Премьер-министр Ариэль Шарон заявил, что Палестинская администрация также должна отказаться от своего требования о праве на возвращение, назвав его «рецептом уничтожения Израиля».
В 2008 году Палестинская администрация опубликовала заявление, «призывающее всех палестинцев, живущих за рубежом, объединиться с Израилем по суше, морю и воздуху», в ознаменование 60-летия Израиля.

## Исторические попытки разрешения конфликта
Удостоверение личности Ахмада Саида, палестинского беженца
После исхода палестинцев в 1948 году было предпринято много попыток урегулировать спор о праве на возвращение. Это дало в лучшем случае незначительные результаты.
В 1949 году Марк Этеридж, американский представитель в согласительной комиссии Организации Объединенных Наций (ККООН), предложил Израилю согласиться предоставить полное гражданство 70 000 арабов, проживающих в Секторе Газа, а также 200 000 беженцев, при условии, что Сектор Газа—в то время часть Египта—будет включен в состав Израиля. Делегация Израиля в ККООН приняла это предложение, хотя этот план был отвергнут и подвергнут критике арабским правительством, Соединенными Штатами и даже собственным правительством Израиля.
На конференции в Лозанне 3 августа 1949 года Израиль объявил ККООН, что он позволит вернуться в Израиль до 100 000 палестинских беженцев. Но этот план не был задуман как панацея от кризиса беженцев. Скорее, он должен был "стать частью общего плана расселения беженцев, который будет учрежден специальным органом, который будет создан … Организацией Объединенных Наций."Израиль оставляет за собой право разрешать расселение беженцев только в тех районах, где расселение не нанесет ущерба безопасности и экономике государства. ККООН и арабские правительства неофициально общались по этому вопросу. Арабские правительства согласились с этим предложением, но в кардинально разных условиях: что это распространяется только на помещение, отведенное в Израиль в рамках раздела плана, что все беженцы из районов, отведенных для арабов или находящихся под международным контролем, быть сразу разрешено вернуться в свои дома, и что Израиль не осуществляем контроль над местоположением переселения. Поскольку стороны не смогли договориться об условиях этой меры, она умерла в июле следующего года, как и министр иностранных дел Израиля Моше Шаретт заявил: «контекст, в котором было сделано это предложение, исчез, и Израиль больше не связан этим предложением.»
23 августа 1949 года Соединенные Штаты направили Гордона Р. Клэппа, председателя правления администрации долины Теннесси, с миссией Клэппа. Перед этой миссией была поставлена задача провести экономическое обследование, чтобы оценить возможности арабских государств по приему палестинских беженцев. Эта миссия потерпела сокрушительную неудачу в достижении этой цели. Клэпп объяснил 16 февраля 1950 года перед Комитетом по иностранным делам американского дома: «переселение было темой, которую арабские правительства не желали обсуждать, за исключением короля Абдаллы [ sic]». Миссия пришла к выводу, что, хотя репатриация была бы наилучшим решением проблемы беженцев, сложившиеся на местах обстоятельства позволили бы лишь оказывать благотворительную помощь. Кроме того, он рекомендовал ограничить эту помощь четырьмя небольшими экспериментальными проектами: в Иордании, на Западном берегу, в Ливане и Сирии.
2 декабря 1950 года Генеральная Ассамблея ООН приняла резолюцию 393 46 голосами «за», 0 — «против», 6 воздержались. эта резолюция, выделенных на период с 1 июля 1951 года по 30 июня 1952 года, «не менее, чем эквивалент $30,000,000» для экономической реабилитации палестинских беженцев на Ближнем Востоке «либо путем репатриации или переселения», их постоянное создание и удаление с облегчением, «без ущерба для положений пункта 11 резолюции 194». Для достижения этой цели Израиль пожертвовал сумму, эквивалентную 2,8 миллиона долларов, а арабские государства обязались выделить почти 600 000 долларов. На долю Соединенных Штатов пришлось самое крупное обязательство-25 млн долл.
29 ноября 1951 года Джон Б. Блэндфорд-младший, в то время директор БАПОР, предложил потратить 50 миллионов долларов на оказание помощи палестинским беженцам и еще 200 миллионов долларов на их интеграцию в общины, где они проживали. Газета «Нью-Йорк Таймс» сообщала, что Блэндфорд стремится расселить от 150 000 до 250 000 беженцев в арабских странах путем создания экономической инфраструктуры, которая сделает их интеграцию более правдоподобной и устойчивой для арабских обществ. 26 января 1952 года Генеральная Ассамблея приняла его предложение. В 1955 Году Генри Ричардсон Лабуисс тот, кто к тому времени стал третьим директором БАПОР, сообщил, что «сопротивление программам самообеспечения особенно очевидно в случае крупномасштабных проектов развития, поскольку последние неизбежно представляются беженцам имеющими серьезные политические последствия. Их стоимость, размеры и последующее постоянство вызывают в умах беженцев страх, что согласиться на поселение на них будет равносильно отказу от надежды на репатриацию.»
В 2002 году бывший представитель Организации Освобождения Палестины Сари Нуссейбе предложил урегулирование между Израилем и Палестиной, которое предоставило бы палестинцам право на возвращение в Палестинское государство, но не в Израиль. Предложение провалилось.
Женевское соглашение 2003 года, которое представляло собой соглашение между отдельными лицами, а не между официальными представителями правительства Израиля и палестинского народа, полностью отказалось от идеи права на возвращение. Этот документ носит внегосударственный и, следовательно, неофициальный и необязательный характер.
В 2013 году Бостонский университет провел конференцию «право на возвращение».